# Vazamento de gás
Um vazamento de gás refere-se a um vazamento de gás natural ou outro produto gasoso de uma tubulação ou outro confinamento em qualquer área em que o gás não deva estar presente. Como um pequeno vazamento pode gradualmente acumular uma concentração explosiva de gás, os vazamentos são muito perigosos. Reserve um tempo para realizar uma avaliação de riscos no local de trabalho, onde você possa pesquisar e documentar perigos conhecidos. Depois que os perigos forem identificados, você poderá controlá-los, se forem inevitáveis, ou eliminá-los completamente.
Além de causar riscos de incêndio e explosão, os vazamentos podem matar a vegetação, incluindo grandes árvores, e podem liberar poderosos gases do efeito estufa na atmosfera.